# 圣阿道夫
圣阿道夫（St. Adolphe）是加拿大曼尼托巴省的一个社区。它位于红河东岸以及温尼伯以南约12公里处。該社區名稱來自於阿道夫·特纳，他曾向当地教堂捐赠了一大笔钱  。圣阿道夫以拥有世界上最大的冰雪迷宫而闻名。